# Pâncești (Neamț)
Pâncești is een Roemeense gemeente in het district Neamț.
Pâncești telt 1499 inwoners.